# Kościół Wniebowzięcia Najświętszej Maryi Panny w Kraśniku
Kościół Wniebowzięcia Najświętszej Maryi Panny w Kraśniku – rzymskokatolicki kościół parafialny należący do dekanatu Kraśnik archidiecezji lubelskiej.

## Historia
Świątynia jest częścią dawnego zespołu klasztornego kanoników laterańskich. Została wybudowana około 1469 roku w stylu późnogotyckim. W latach 1527–1541 została przebudowana w stylu późnogotycko-renesansowym. Bryła kościoła i wyposażenie wnętrza zostały częściowo zmienione w czasie restauracji w 2 połowie XVII wieku. W latach 1907–1917 została dobudowana od strony południowej wieża zegarowa. W latach 2007–2013 w kościele były prowadzone prace remontowe.

## Architektura
Świątynia została wzniesiona na planie krzyża i jest podpiwniczona. Komora główna jest nakryta sklepieniem kolebkowym opartym na gurtach. Od strony północnej i strony południowej przylegają do niej dwa pomieszczenia nakryte sklepieniem kolebkowym otwarte szeroką arkadą. Także od strony południowej jest umieszczona niewielka komora nakryta sklepieniem kolebkowym połączona krętym wąskim korytarzem w grubości muru z komorą główną. W części prezbiterialnej, od strony wschodu, znajduje się małe prostokątne pomieszczenie. Piwnica, pierwotnie krypta, do której wchodziło się schodami prowadzącymi od blaszanych drzwi w posadzce, za głównym wejściem do świątyni, w podchórzu, obecnie dostępna jest z zewnątrz, z dobudówki, mieszczącej schody z północnej elewacji świątyni. W związku z założeniem centralnego ogrzewania w latach 60. XX wieku zostały przebudowane podziemia świątyni.

## Wyposażenie
Wnętrze świątyni jest podzielone na trzy nawy. Korpus nawowy o czterech przęsłach, oddzielony jest od prezbiterium ostrołukowym łukiem tęczowym. Nawa główna otwiera się do naw bocznych czterema parami ostrołukowych arkad podpartymi czworokątnymi filarami. Gurty sklepienne są podparte masywnym gzymsem i spływają na występy filarów. Sklepienie sieciowe w nawie głównej posiada zworniki w formie rozet i jeden hierogram IHS. W nawach bocznych znajduje się także sklepienie sieciowe, posiadające zworniki, w których znajdują się herby: Topór, Pilawa, Strzemię, hierogram IHS i rozety. W zakrystii znajduje się sklepienie krzyżowe z herbem Korczak w kluczu. W skarbcu jest umieszczone sklepienie kolebkowe, w oratorium znajduje się sklepienie kolebkowe z lunetami.

## Galeria

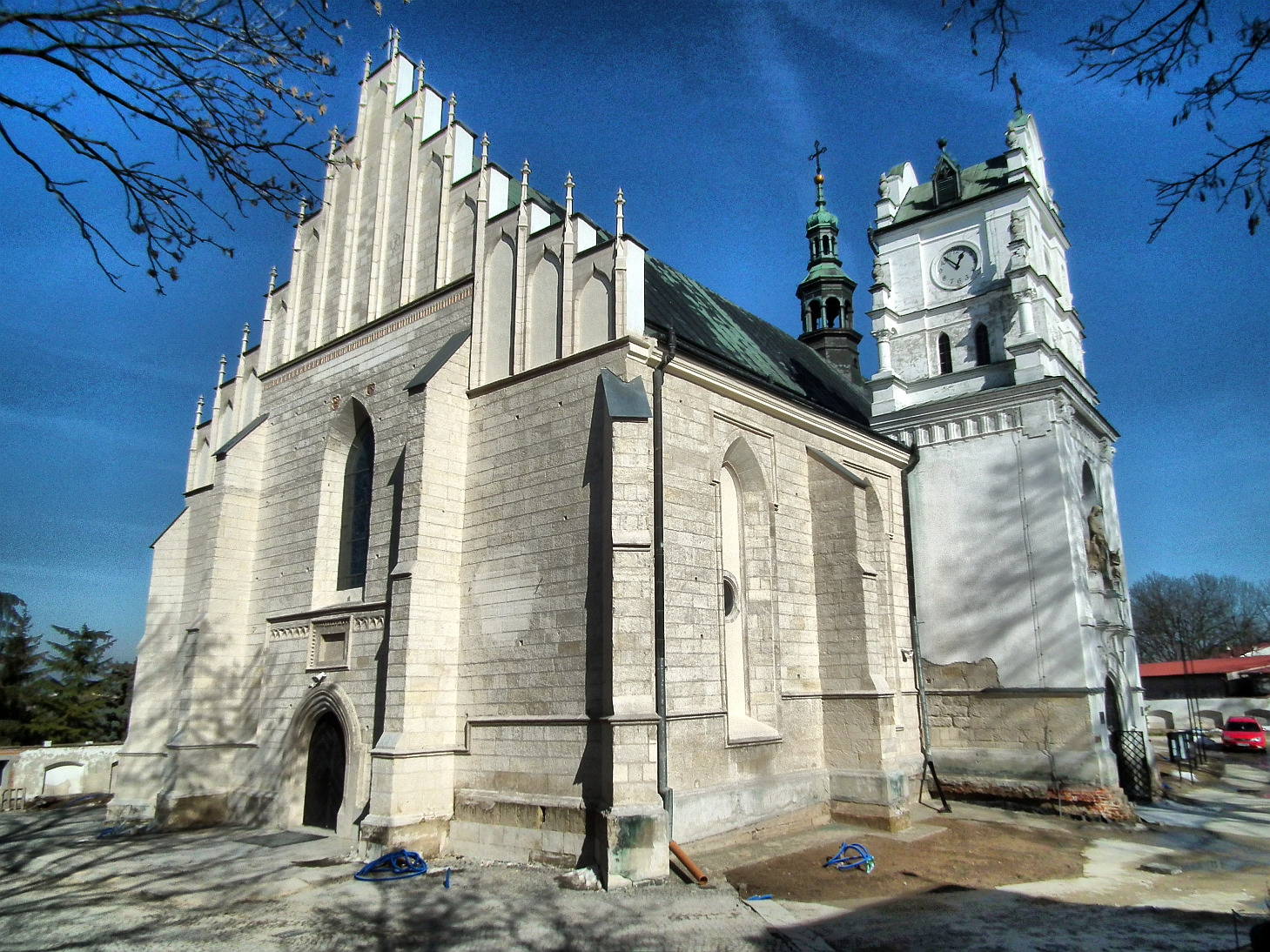
Ściana szczytowa
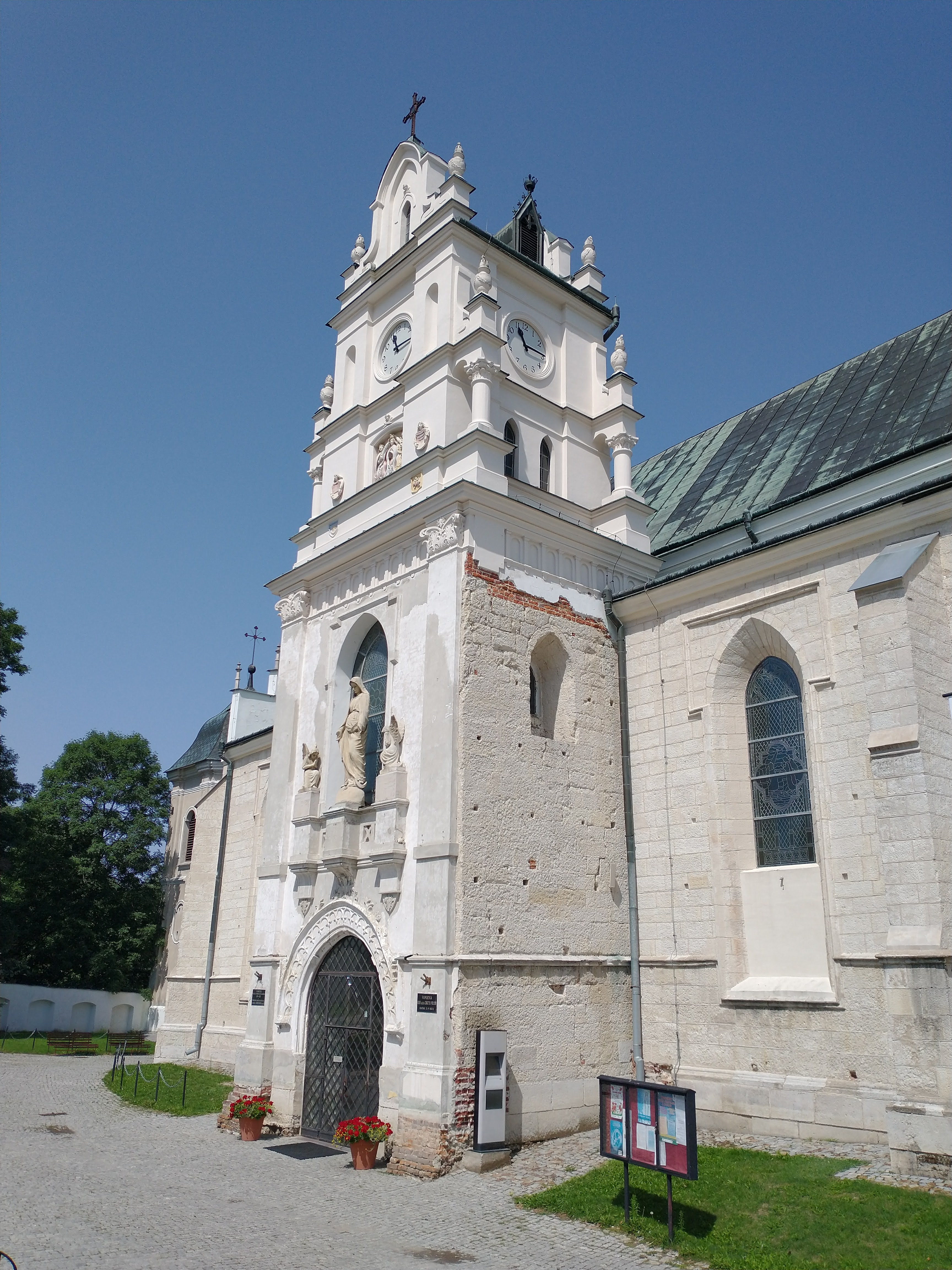
Wieża
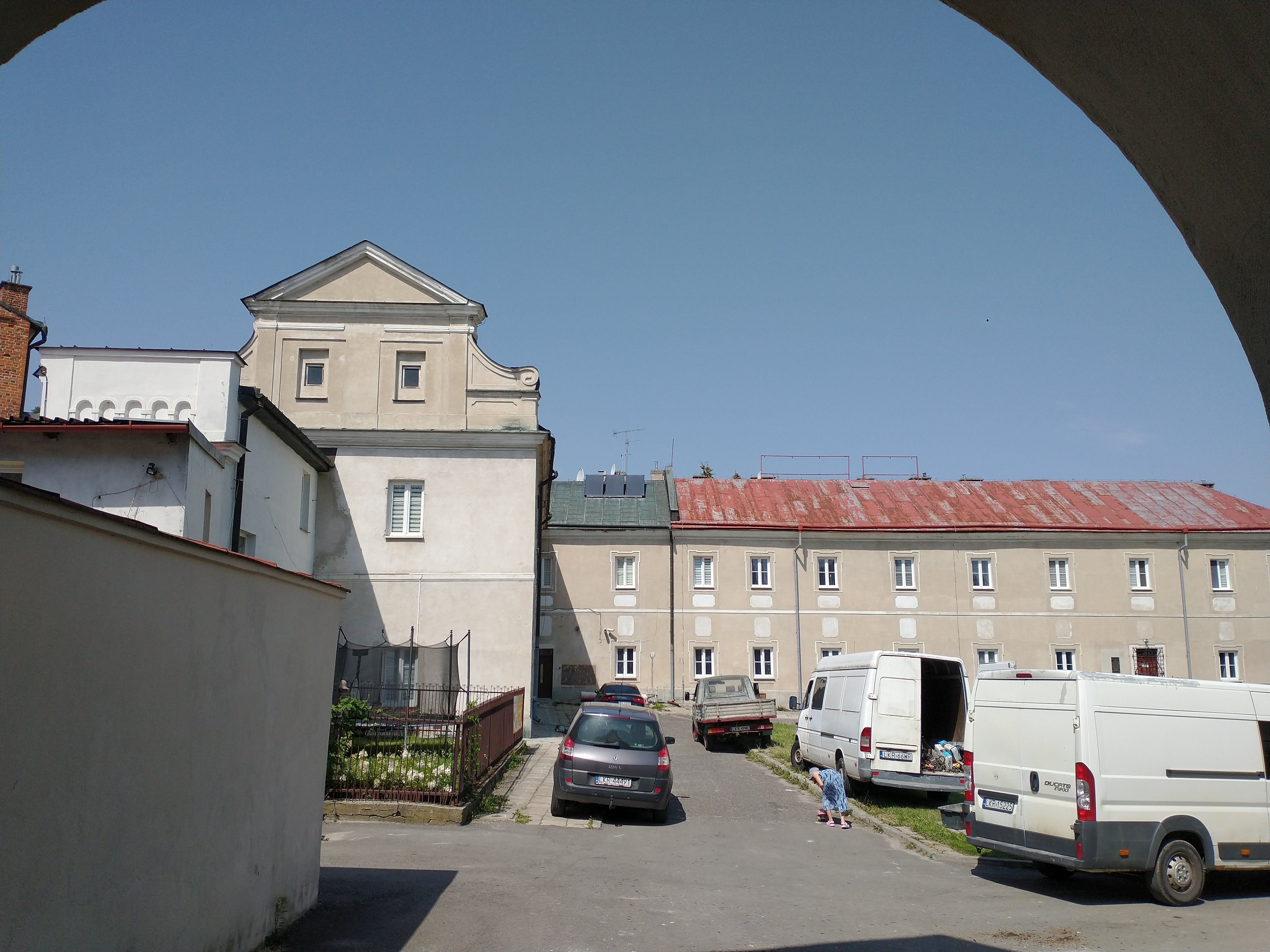
Klasztor